# Хиџаски турбан
Хиџаски турбан (арап. العِمامة الحِجازيّة) је врста турбана који потиче из региона Хиџаз, у данашњој западној Саудијској Арабији.
Представља једну верзију арапских турбана који су се носили на Арабијском полуострву од преисламског доба до данас. Исламски Арапи региона Арабијског полуострва, као што су Курејши, Ансари, Кахтанити, Киндити, Набатејци, Кедарити, Аднанити, Химјаритци, Лахмиди, Гасаниди и други, носили су турбан поред кефија, која је данас популаран и у остатку Арабијског полуострва.
До исламске ере, хиџаски турбан је постао мање уобичајен у региону и заменио га је кефија.

## Верзије
Арапски хиџаски турбан и данас носе неки улеми и имами.
Бели или обојени турбан је био уобичајено наслеђено културно покривало за главу у региону Хиџаз. Imamah је био традиционално покривало за главу за многе у региону, од трговаца до верских учењака, а боје у којима је ношен разликовале су се од појединца до појединца.
Посебно, шарени турбан је познат као Ghabanah и био је уобичајени додатак на глави за становнике Меке, Медине и Џеде. Ghabanah је данас традиционално униформно покривало за главу локалних трговаца и општих категорија престижне и средње класе. Постоји неколико врста Ghabanah, најпознатији је жути (Halabi) који се прави у Алепу и карактеришу га различити натписи, умотан је у такију, турски фес или калпак. Сличан је турбанима у суседним регионима, попут masar, традиционалног светлог турбана у Оману који је уобичајен у неким регионима попут југа Јемена и Хадрамаута.
Понекад се кефија умотава око главе на начин који подсећа на турбан.

## Сузбијање
Када је Хиџаз био под саудијском контролом било је покушаја сузбијања локалне етничке одеће и спровеђења културне хомогености са ширим саудијским друштвом. Увођењем закона 1964. године дошло је до привремене забране ношења традиционалног турбана па локални градски Хиџази више нису могли да их носе и морали су да носе саудијску националну одећу која је уместо тога укључивала гутру или шемаг.